# Takeshi Obata
Takeshi Obata (小畑 健, Obata Takeshi, provincia de Niigata, Japón, 11 de febrero de 1969) es un mangaka reconocido por sus dibujos, ya que habitualmente trabaja como artista principal con otro escritor. Su obra más célebre es Death Note (2003-2006), en la que trabajó en colaboración con el guionista Tsugumi Ōba. También es coautor de Hikaru no Go, Bakuman y Platinum End.

## Carrera
Takeshi Obata decidió ser mangaka porque siempre le había apasionado dibujar. Cuando era pequeño, leía una y otra vez Cyborg 009, de Shōtarō Ishinomori, y gracias a él nació su amor por el manga. En 1985 obtuvo el Premio Tezuka con el one-shot 500 Kounen no Shinwa, lo que le permitió darse a conocer y dedicarse profesionalmente al manga. En los años siguientes, dio sus primeros pasos en la Weekly Shōnen Jump bajo la tutela del mangaka Makoto Miwano. En 1989 comenzó a publicar semanalmente Cyborg Jii-chan en la misma revista.
Karakurizōshi Ayatsuri Sakon (1995-1996), obra que elaboró junto con Shuraku Maru, fue su primera historia en conseguir una adaptación al anime, la cual se transmitió desde el 8 de octubre de 1999 hasta el 31 de marzo de 2000 en WOWOW. Después creó Hikaru no Go (1998-2003) con Yumi Hotta, obra con la que ganó el Premio Shōgakukan en el año 2000 y el Premio Cultural Tezuka Osamu a la creatividad en 2003. Pero fue Death Note la que disparó globalmente su popularidad. Con Tsugumi Ōba como guionista y Takeshi Obata como dibujante principal, el manga se publicó desde diciembre de 2003 hasta mayo de 2006 en la Weekly Shōnen Jump. La serie logró un éxito asombroso tanto dentro como fuera del país nipón. En 2008 había vendido más de 26 millones de copias en Japón contando todos sus volúmenes y ese mismo año se alzó con el Premio Eagle, elegido por votación de los aficionados británicos. Esto motivó su adaptación al anime en 2006 y más adelante cuatro películas de imagen real, una serie televisiva de imagen real y un musical.
El 2 de noviembre de 2007 publicó, junto con Masanori Morita, el one-shot titulado Hello Baby en la Jump Square. Un poco más tarde, colaboró con el guionista Nisio Isin, creador de la novela Death Note: Another Note, en otro one-shot titulado Urōboe Uroboros!, que salió a la luz el 4 de enero de 2008 en la Weekly Shōnen Jump.
Unos meses después, volvió a asociarse con Ōba para crear una de sus obras más exitosas, Bakuman. El manga (2008-2012) contaba con 15 millones de copias vendidas en 2015, y su primer capítulo estuvo disponible en cuatro idiomas a través de internet antes de ser imprimido fuera de Japón, lo cual nunca había ocurrido hasta entonces. La serie consiguió una gran popularidad y dos años después de su debut, el 2 de octubre de 2010, se estrenó el anime. Y en 2015 una película de imagen real.
En 2014 Obata adaptó al manga la novela ligera All You Need Is Kill, de Hiroshi Sakurazaka, en colaboración con el guionista Ryōsuke Takeuchi. Y en diciembre de ese mismo año, volvió a unir fuerzas con Nisio Isin para publicar el one-shot RKD-EK9 en la Jump Square.
Tras estas dos experiencias, el autor volvió a embarcarse en un proyecto semanal. En esta ocasión se encargó de rediseñar el one-shot titulado School Judgement: Gakkyu Hotei, de Nobuaki Enoki, para convertirlo en una serie, cuyo primer capítulo fue lanzado en el primero número de 2015 de la Weekly Shōnen Jump. Sin embargo, la historia se extendió menos de lo esperado, ya que concluyó el 27 de mayo de ese mismo año, en el vigésimo cuarto número de la Weekly Shōnen Jump.
También en 2015, Obata y Ōba retomaron su ya popular alianza para crear Platinum End, cuyo primer capítulo apareció el 4 de noviembre de 2015 en la Jump Square. En 2020 continúa publicándose en la misma revista. Además, el 3 de febrero de 2020, ambos autores sorprendieron a todos los fanáticos de Death Note con el lanzamiento de un one-shot de la serie en la Jump Square y en la aplicación para móviles Manga Plus. Este capítulo autoconclusivo narra unos sucesos ocurridos varios años después de la historia original.
Aparte de su trabajo como mangaka, Obata también ha colaborado en otros proyectos como diseñador. Realizó los diseños de los personajes del juego de lucha Castlevania Judgment, para Wii. También creó los diseños para los personajes de las adaptaciones al anime de la obras Indigno de ser humano, de Osamu Dazai, y Kokoro, de Natsume Sōseki, las cuales forman parte de la serie Aoi Bungaku.
Ha sido el mentor de varios artistas de manga, como Kentaro Yabuki (Black Cat y To Love-Ru), Nobuhiro Watsuki (Rurouni Kenshin) y Yūsuke Murata (One Punch-Man y Eyeshield 21).

## Obras
- 500 Kounen no Shinwa (1985)
- Cyborg Jii-chan (1989) – 2 tomos - como Hijikata Shigeru (土方茂?)
- Arabian Majin Bokentan Lamp Lamp  (1991-1992) – 3 tomos - con Susumu Sendo
- Dete kite oku Rei! Kami Taro-kun (1992) – 3 tomos
- Rikijin Densetsu – Oni wo Tsugu mono (1992–1993) - con Masaru Miyazaki
- Karakurizōshi Ayatsuri Sakon (1995–1996) – 4 tomos - con Sharaku Marou
- Hikaru no Go (1998-2003) – 23 tomos - con Yumi Hotta y supervisado por Yukari Umezawa
- Death Note (2003-2006) – 12 tomos - con Tsugumi Ōba
- Blue dragon Ral Ω Grad (2006) – 4 tomos- con Tsuneo Takano
- Hello Baby (2007) – One-Shot - con Masanori Morita
- Urōboe Uroboros! (2008) – One-Shot - con Nisio Isin
- Lust For Life y Adidas Manga Fever - con Sho-u Tajima y Hiroyuki Asada
- Bakuman (2008-2012) - con Tsugumi Ōba
- Aoi Bungaku (2009) - con Tite Kubo y Takeshi Konomi
- All You Need Is Kill (2014) - con Ryōsuke Takeuchi y Hiroshi Sakurazaka
- Gakkyuu Houtei (2014-2015) - con Nobuaki Enoki
- Platinum End (2015-2021) - con Tsugumi Ōba
- Shoha Shoten (2021-Act.) - con Akinari Asakura

## Premios
- 1985 Premio Tezuka (por 500 Kounen no Shinwa)
- 2000 Premio Shōgakukan (por Hikaru no Go)
- 2003 Premio Cultural Tezuka Osamu, Premio a la creatividad (por Hikaru no Go)[3]
- 2008 Premio Eagle (por Death Note)[4]